# Gare de Saint-Avold
La gare de Saint-Avold est une gare ferroviaire française de la ligne de Rémilly à Stiring-Wendel, située sur le territoire de la commune de Valmont, à proximité de Saint-Avold, dans le département de la Moselle, en région Grand Est.
Elle est mise en service en 1851 par la Compagnie du chemin de fer de Paris à Strasbourg.
C'est une gare de la Société nationale des chemins de fer français (SNCF) desservie par des trains TER Grand Est.

## Situation ferroviaire
Établie à 262 mètres d'altitude, la gare de Saint-Avold est située au point kilométrique (PK) 27,978 de la ligne de Rémilly à Stiring-Wendel, entre les gare de Teting et de Hombourg-Haut.

## Histoire

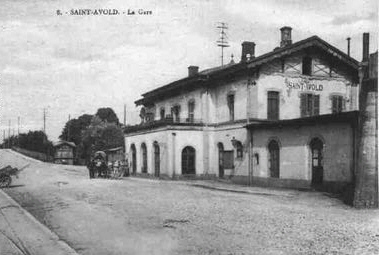
La gare vers 1900.

En 1844, un mémoire de M. Le Joindre, ingénieur en chef des Ponts et Chaussées de la Moselle, présente les différents projets des lignes de chemin de fer possibles pour relier Paris à la frontière avec l'Allemagne à partir de Metz vers Sarrebruck.
Saint-Avold y est citée comme étant l'une des cinq stations de troisième ordre de cette ligne. L'« embranchement de Frouard à Forbach et à la frontière du Grand-Duché du Bas-Rhin (Prusse) » est concédée par l'ordonnance royale du 27 novembre 1845.
La « station de Saint-Avold » est mise en service le 24 juillet 1851 par la Compagnie du chemin de fer de Paris à Strasbourg, lorsqu'elle ouvre officiellement à l'exploitation le tronçon de 50 kilomètres de Metz à Saint-Avold, deuxième section de l'embranchement. Elle est édifiée à 2,5 kilomètres de la localité. Elle devient une gare de passage le 16 novembre lors de la mise en service du tronçon suivant de Saint-Avold à Forbach. Saint-Avold est située à 10,830 km de la station précédente de Faulquemont et à 6,504 km de la station suivante de Hombourg-Haut.
La gare de Saint-Avold est reliée au centre-ville par le tramway de Saint-Avold, de 1910 à 1939. Brièvement reprise en 1943, l'exploitation du tramway est définitivement interrompue en septembre 1944.
La gare, code 193318, est fermée au service du fret le 12 décembre 2004
Lors de la mise en service du TGV-Est européen, le 10 juin 2007, Saint-Avold n'est plus desservie par des trains Corail internationaux de la relation Paris - Metz - Sarrebruck - Francfort. Elle devient une gare régionale uniquement desservie par des trains TER.

## Fréquentation
De 2015 à 2024, selon les estimations de la SNCF, la fréquentation annuelle de la gare s'élève aux nombres indiqués dans le tableau ci-dessous.
| Année                      | 2015    | 2016    | 2017    | 2018    | 2019    | 2020    | 2021    | 2022    | 2023    | 2024    |
| -------------------------- | ------- | ------- | ------- | ------- | ------- | ------- | ------- | ------- | ------- | ------- |
| Voyageurs                  | 267 007 | 247 406 | 263 471 | 229 493 | 250 873 | 150 433 | 185 472 | 246 090 | 274 180 | 286 810 |
| Voyageurs et non voyageurs | 333 759 | 309 257 | 329 339 | 286 866 | 313 591 | 188 041 | 231 840 | 307 613 | 342 725 | 358 513 |

## Service des voyageurs

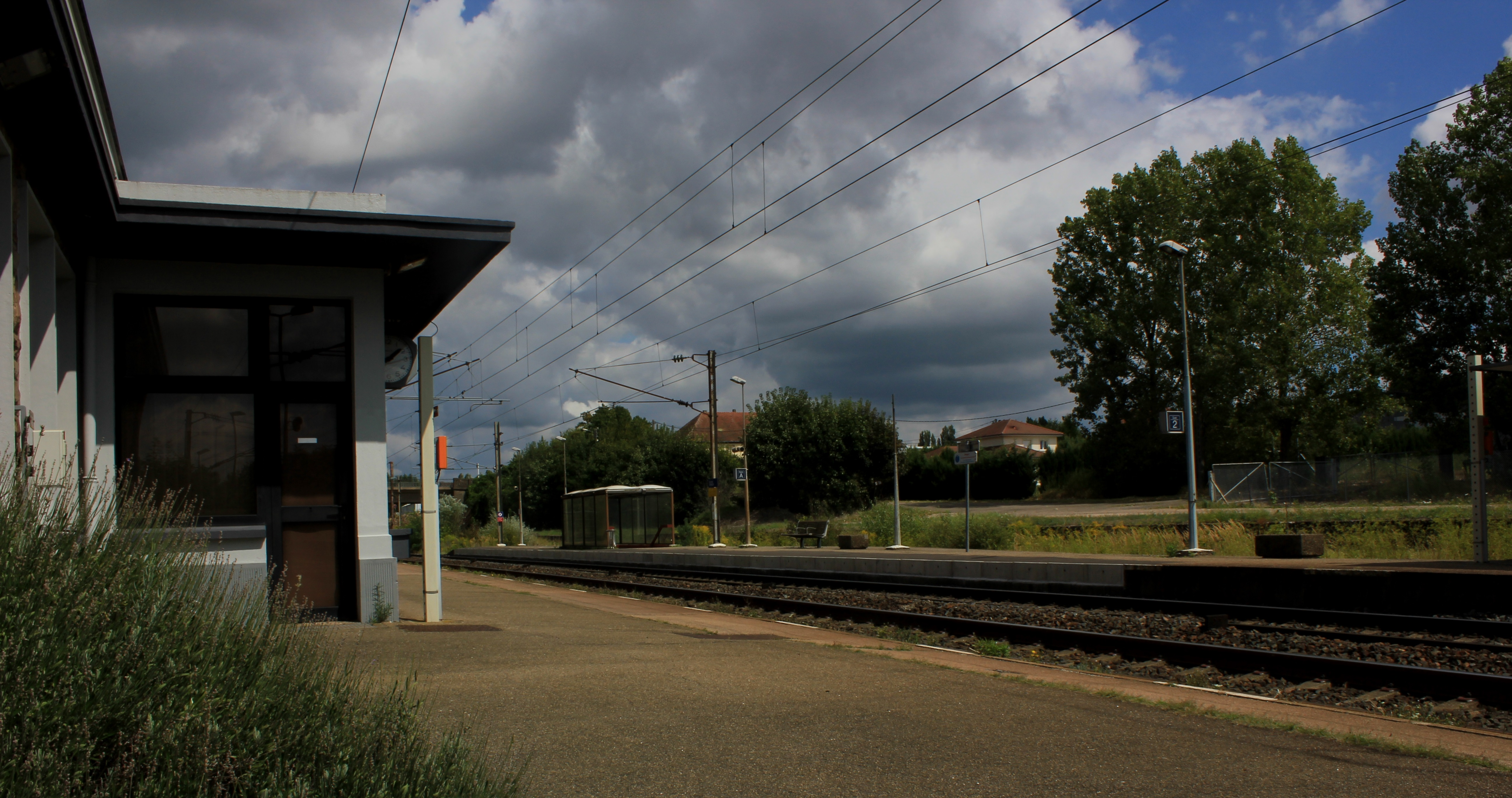
La gare en 2018.

### Accueil
Gare SNCF, elle dispose d'un bâtiment voyageurs, avec guichet, ouvert tous les jours. Elle est équipée d'automates pour l'achat de titres de transport TER. C'est une gare « Accès plus » avec des aménagements, équipements et services pour les personnes à mobilité réduite. 
Un souterrain permet la traversée des voies et l'accès aux quais.

### Desserte
Saint-Avold est une gare voyageurs régionale desservie par des trains TER Grand Est de la relation Metz - Rémilly - Forbach - Sarrebruck (ligne 15) ainsi que la ligne 16 (Metz - Sarreguemines).

### Intermodalité
Un parc à vélos et un parking sont aménagés à ses abords.
Elle est desservie par des bus du réseau Transavold (lignes 1 et 1 express).

## Cinéma
La gare de Saint-Avold est une étape importante du voyage effectué par le train de marchandises piloté par l'acteur Burt Lancaster dans le film de guerre Le Train, réalisé en 1964. 
En août 1944, les tableaux du Musée de Jeu de Paume sont confisqués par les Allemands et chargés dans un train qui va les emmener en Allemagne. La Résistance française bien décidée à conserver le trésor de la France va tenter l'impossible pour dévier le train avec la complicité des cheminots. 
Arrivé de nuit en gare de Saint-Avold, le hauptmann Schmidt (Jean Bouchaud) téléphone à son colonel pour lui indiquer que le trajet se passe sans encombre. Mais à peine le train reparti, les Résistants enlèvent les panneaux SAINT-AVOLD qui masquaient le nom réel de la gare, l'arrêt s'étant effectué en gare de Pont-à-Mousson à l'insu de ses occupants allemands !